# BanPro
BanPro fue un banco venezolano, con base en Caracas en la urbanización Las Mercedes, fue miembro del Grupo Financiero Bolívar. Estaba ubicado en Estrato Pequeño según el ranking bancario de SUDEBAN.

## Historia
Fundado bajo el nombre de Pro-Vivienda Entidad de Ahorro y Préstamo en el Estado Táchira el 27 de septiembre de 1963. Después de cuatro décadas se transforma el 19 de diciembre de 2003 en banca universal y en consecuencia llevándolos a ofrecer más servicios denominándose Banco Provivienda. Luego, fue cambiado su nombre comercial a BanPro Banco Universal. Hasta su último día de funcionamiento Banpro tenía más de 60 agencias en todo el país, hasta que fue intervenido a puerta cerrada por el Estado Venezolano, que más tarde decretó su liquidación.

## Intervención y liquidación
El día 30 de noviembre del 2009 se decidió la liquidación definitiva de este banco junto con el Canarias. Los demás bancos del grupo, por su parte, fueron rehabilitados para integrarlos al Banco Digital de los Trabajadores.